# Râul Aluniș, Uz
Râul Aluniș este un curs de apă, afluent al râului Mogheruș. 